# Закон сравнительных суждений
Закон сравнительных суждений — психофизический закон, определяющий отношение между двумя объектами в психическом пространстве человека. Сформулирован Л. Л. Терстоуном.

## Основные положения
1. Сравниваемые друг с другом объекты составляют в отношении некоего признака (называемого стимулом) континуум, причём этот признак не обязательно должен иметь физическую природу.
2. Каждый стимул теоретически вызывает у человека некоторый процесс различения (эти процессы различения составляют психологический континуум). Но в силу мгновенных флуктуаций организма один и тот же стимул может вызывать несколько близких друг к другу различительных процессов. Множество вызываемых одним стимулом в разное время различительных процессов (то же, что и «процесс различения») составляет на психологическом континууме некоторое распределение. Предполагается, что форма этого распределения нормальна.
3. Тот процесс различения, который вызывается данным стимулом чаще других (среднее вышеупомянутого распределения) принимается за значение данного стимула на психологическом континууме и называется модальным процессом различения. Разброс процессов различения, вызываемых данным стимулом, вокруг модального (дисперсия распределения) называется дисперсией различения.
4. Измерять расстояния на психологическом континууме можно, взяв за основу распределение процессов различения, вызываемых определённым стимулом. За точку отсчёта принимается модальный процесс различения, а за единицу измерения — стандартное отклонение данного распределения.

## Вывод закона сравнительных суждений
Обозначим различительную разность двух одновременно предъявляемых стимулов {\displaystyle i} и {\displaystyle j} как {\displaystyle (d_{j}-d_{i})}. При многократном предъявлении различительные разности {\displaystyle (d_{j}-d_{i})} также образуют нормальное распределение на психологическом континууме. Поэтому среднее этого распределения будет равно разности модальных процессов различения (обозначаемых как {\displaystyle S_{i}} и {\displaystyle S_{j}}) для данных стимулов — {\displaystyle (S_{j}-S_{i})}. Стандартное отклонение распределения различительных разностей {\displaystyle (d_{j}-d_{i})} будет равно
{\displaystyle \sigma (d_{j}-d_{i})={\sqrt {(\sigma _{j}^{2}+\sigma _{i}^{2}-2r_{i},_{j}\sigma _{i}\sigma _{j})}}},
где {\displaystyle \sigma _{i}} и {\displaystyle \sigma _{j}} — стандартные отклонения процессов различения для стимулов {\displaystyle i} и {\displaystyle j}, соответственно, а {\displaystyle r_{i},_{j}} — корреляция между дискретными значениями процессов различения этих стимулов. Если допустить, что они не коррелированны, уравнение принимает вид
{\displaystyle \sigma (d_{j}-d_{i})={\sqrt {(\sigma _{j}^{2}+\sigma _{i}^{2})}}}.
Предполагается, что если различительная разность положительна {\displaystyle (d_{j}>d_{i})}, то в ситуации предъявления человеку двух стимулов с требованием осуществить суждения, какой из них отстоит дальше от нуля на психологическом континууме, последует суждение, что стимул {\displaystyle j} больше стимула {\displaystyle i}. Соответственно, если {\displaystyle (d_{j}<d_{i})}, последует обратное суждение.
Так как распределения процессов различения для двух стимулов могут перекрываться, то, даже если модальный процесс различения на психологическом континууме для стимула {\displaystyle j} выше, чем для стимула {\displaystyle i}, может последовать суждение, что стимул {\displaystyle i} выше, чем стимул {\displaystyle j}.
Среднее распределения различительных разностей равно различию шкальных величин двух стимулов на психологическом континууме, измеренному в единицах стандартного отклонения этого распределения:
{\displaystyle S_{j}-S_{i}=x_{j},_{i}\sigma (d_{j}-d_{i})},
где {\displaystyle x_{j},_{i}} — значение сигмы для наблюдаемой в эксперименте доли суждений: стимул {\displaystyle j} выше, чем стимул {\displaystyle i}. Когда эта доля больше 0,5, стимул {\displaystyle j} оценивается на психологическом континууме выше стимула {\displaystyle i}.
Подставляя в это выражение определённое нами ранее стандартное отклонение, получим:
{\displaystyle S_{j}-S_{i}=x_{j},_{i}{\sqrt {(\sigma _{j}^{2}+\sigma _{i}^{2}-2r_{i},_{j}\sigma _{i}\sigma _{j})}}}.
Это уравнение и выражает в общем виде закон сравнительных суждений Терстоуна.

## Пятый вариант закона сравнительных суждений
На практике для применения закона сравнительных суждений были выведены 4 варианта упрощения закона. Наиболее применимым является пятый вариант, в котором делается допущение, что корреляция между двумя процессами различения равна нулю, а различительные дисперсии этих процессов равны. Уравнение закона в этом варианте выглядит так:
{\displaystyle S_{j}-S_{i}=x_{j},_{i}\sigma }.